# وارن كوفنغتون
وارن كوفنغتون (بالإنجليزية: Warren Covington)‏ هو عازف جاز أمريكي، ولد في 7 أغسطس 1921 في فيلادلفيا في الولايات المتحدة، وتوفي في 24 أغسطس 1999 في نيويورك في الولايات المتحدة.

## وصلات خارجية
- وارن كوفنغتون على موقع IMDb (الإنجليزية)
- وارن كوفنغتون على موقع ميوزك برينز (الإنجليزية)
- وارن كوفنغتون على موقع أول ميوزيك (الإنجليزية)
- وارن كوفنغتون على موقع ديسكوغز (الإنجليزية)